# Ghiacciaio Priddy
Il ghiacciaio Priddy è un ripido ghiacciaio lungo circa 3,7 km situato nella regione centro occidentale della Dipendenza di Ross, nell'Antartide orientale. Il ghiacciaio, il cui punto più alto si trova a circa 1400 m s.l.m., si trova in particolare nella regione settentrionale dei colli Denton, sulla costa di Scott, dove fluisce verso nord-ovest, scorrendo lungo il versante occidentale del colle Esser, fino a unire il proprio flusso a quello del ghiacciaio Hobbs.

## Storia
Il ghiacciaio Priddy è stato scoperto durante la Spedizione Discovery, condotta da 1901 al 1904 e comandata da Robert Falcon Scott, ma così battezzato solo nel 1992 dal Comitato consultivo dei nomi antartici in onore di Allan R. Priddy, della Holmes and Narver, Inc., che ha trascorso diverse estati in Antartide tra il 1969 e il 1991, in qualità di caposquadra impegnato nella costruzione di diverse postazioni di ricerca geologica, sia presso la stazione McMurdo, sia presso la base Amundsen-Scott, contribuendo anche alla costruzione delle stazioni di ricerca Siple I e Siple II.